# Národní park Noel Kempff Mercado
Národní park Noel Kempff Mercado je rozlehlé chráněné území na východě Bolívie v departementu Santa Cruz na hranicích s Brazílií. Byl založen roku 1979 a od roku 2000 je zapsán na seznamu světového přírodního dědictví UNESCO. Svůj název nese na počest významného bolivijského přírodovědce Noela Mercado. Rozkládá se na ploše 15 230 km² (pro srovnání: cca 1/5 rozlohy České republiky) a patří mezi nejvíce nedotčené a panenské regiony Amazonie. Rozprostírá se v nadmořské výšce od 200 m n. m. až do 1 000 m n. m. a zasahuje do několika rozdílných druhů přírodního biomu (např. Cerrado, Gran Chaco či amazonské deštné lesy). Park je na západě ohraničen řekou Paraguá, na východě pak Este.